# Campeonato Europeo de Halterofilia de 1958
El XXXVIII Campeonato Europeo de Halterofilia se celebró en Estocolmo (Suecia) entre el 16 y el 21 de septiembre de 1958 bajo la organización de la Federación Europea de Halterofilia (EWF) y la Federación Sueca de Halterofilia.
El evento fue realizado en el XXXIV Campeonato Mundial de Halterofilia. Los tres mejores halterófilos europeos de cada categoría recibieron las correspondientes medallas.

## Medallistas
| Evento  | Oro                           | Plata                                 | Bronce                               |
| ------- | ----------------------------- | ------------------------------------- | ------------------------------------ |
| 56 kg   | Vladimir Stogov URSS 342,5    | Marian Jankowski · Polonia · 305,0    | Enar Edberg · Suecia · 290,0         |
| 60 kg   | Yevgueni Minayev URSS 362,5   | Sebastiano Mannironi · Italia · 342,5 | Georg Miske RDA 310,0                |
| 67,5 kg | Viktor Bushuyev URSS 390,0    | Luciano De Genova · Italia · 362,5    | Josef Tauchner · Austria · 347,5     |
| 75 kg   | Fiodor Bogdanovski URSS 422,5 | Marcel Paterni Francia 395,0          | Ermanno Pignatti · Italia · 382,5    |
| 82,5 kg | Trofim Lomakin URSS 440,0     | Ireneusz Paliński · Polonia · 432,5   | Günther Siebert RDA 397,5            |
| 90 kg   | Arkadi Vorobiov URSS 465,0    | Ivan Veselinov Bulgaria 422,5         | Václav Pšenička Checoslovaquia 417,5 |
| +90 kg  | Alexei Medvedev URSS 485,0    | Alberto Pigaiani · Italia · 440,0     | Václav Syrowy Checoslovaquia 437,5   |

1. 1 2 3  Fuerza (kg) + arrancada (kg) + dos tiempos (kg) = TOTAL (kg)

## Medallero
| Núm. | País           | Oro | Plata | Bronce | Total |
| ---- | -------------- | --- | ----- | ------ | ----- |
| 1    | URSS           | 7   | 0     | 0      | 7     |
| 2    | Italia         | 0   | 3     | 1      | 4     |
| 3    | Polonia        | 0   | 2     | 0      | 2     |
| 4    | Bulgaria       | 0   | 1     | 0      | 1     |
| 4    | Francia        | 0   | 1     | 0      | 1     |
| 6    | Checoslovaquia | 0   | 0     | 2      | 2     |
| 6    | RDA            | 0   | 0     | 2      | 2     |
| 8    | Austria        | 0   | 0     | 1      | 1     |
| 8    | Suecia         | 0   | 0     | 1      | 1     |
|      | TOTAL          | 7   | 7     | 7      | 21    |